# Viva Mjuzik Kłiiiz
VIVA Mjuzik Kłiiiz / VIVA Mjuzik Kłiiiz Superstar – program rozrywkowy telewizji Viva Polska pokazujący muzyczne starcie trzech osób. Pierwsza emisja 2. edycji programu odbyła się w środę 22 września 2010 roku, o godzinie 20:00. W programie uczestnicy muszą wykazać się znajomością faktów ze świata muzyki, zdjęć osób związanych z muzyką, teledysków i samej muzyki.
Od 3. edycji w programie występują gwiazdy polskiego show-biznesu, a program zmienił nazwę na: VIVA Mjuzik Kłiiiz Superstar.
Program składa się z 6 rund łącznie z finałem. 
Program charakteryzuje się logiem ze świnką w okularach przeciwsłonecznych, która w większej ilości ukazuje się w programie sygnalizując odpowiednimi dźwiękami dobrą lub złą odpowiedź. Są one również obecne przy odkrywaniu fragmentów zdjęć na ekranie, oraz przy rundzie zwanej Strzelanka (czerwone przy błędnej odpowiedzi i zielone przy poprawnej).

## Rundy w programie
- Strzelanka – uczestnicy odpowiadają w ciągu 60 sekund na jak największą liczbę pytań (maksymalnie 12 pytań). Każda poprawna odpowiedź to 2 punkty na konto gracza.
- Wykumaj klipa – gracze zgadują kto jest autorem piosenki, w udzieleniu poprawnej odpowiedzi pomaga im teledysk bez dźwięku. (dobra odpowiedź: +3 pkt.; zła odpowiedź: -3 pkt.)
- Rozkmiń fotę – uczestnicy odsłaniają części zdjęcia zasłoniętego świnką z loga programu i odgadują kto jest na zdjęciu. (maksymalnie: +10 pkt.; każda kolejna odsłona: -2 pkt. do zdobycia)
- Zajarz temat – uczestnicy programu odgadują dalsze słowa piosenki (dobra odpowiedź jest punktowana +20 pkt.)
- Skojarz to – prowadząca podaje podpowiedzi, gracze według odpowiedzi odgadują kim jest dana osoba, zespół lub tytuł piosenki. (maksymalnie: +10 pkt.; każda podpowiedź: -2pkt. do zdobycia) W tej rundzie obowiązuje zasada „kto pierwszy, ten lepszy”.
- Odkręć to – uczestnicy obstawiają punkty do wygrania, minimalną stawką jest połowa ilości punktów zgromadzonych dotychczas, a maksymalną wszystkie punkty. W tej rundzie klip muzyczny puszczany jest od tyłu, a uczestnik, który pierwszy naciśnie przycisk musi podać autora i tytuł piosenki.
- Wyłap bita – uczestnicy obstawiają punkty do wygrania, minimalną stawką jest połowa ilości punktów zgromadzonych dotychczas, a maksymalną wszystkie punkty. W tej rundzie uczestnicy muszą podać wykonawcę utworu po beatboxowej aranżacji Jurnego.

## Emisja programu
Emisja: każdy czwartek, godzina 20:00;

Powtórki: sobota, g. 19:00, niedziela, g. 20:00, poniedziałek, g. 20:00, wtorek, g. 21:00, środa, g. 13:00

## VIVA Mjuzik Kłiiiz Superstar
| Odcinek | Uczestnicy               | Uczestnicy                                          | Uczestnicy                |
| ------- | ------------------------ | --------------------------------------------------- | ------------------------- |
| 1.      | Sasha Strunin (110 pkt.) | Natalia Lesz (42 pkt.)                              | Anna Wiśniewska (67 pkt.) |
| 2.      | Marina (186 pkt.)        | Mrozu (0 pkt. - po przegranej z Mariną w Odkręć to) | Ewa Farna (68 pkt.)       |